# ألبرت باهيمي باداكي
ألبير بهيمي باداكي (بالفرنسية: Albert Pahimi Padacké) ولد في 15 نوفمبر 1966، هو سياسي تشادي ورئيس حكومة تشاد منذ 26 أبريل 2021. كان باداكي رئيساً للوزراء من 2016 حتى 2018  كما تقلد عدد من المناصب الوزارية.

## سيرته
وًلد باداكي في غوين، إحدى ضواحي بالا، في نوفمبر 1966. يحمل الماجستير في القانون العام من جامعة أنجامينا، شغل بهيمي باداكي عدة مناصب قيادية في عهد الرئيس التشادي الراحل إدريس دبي

## مناصبه الوزارية
كان ألبرت باهيمي باداكيه ، في التسعينيات ، وزير المالية ووزير التجارة ، تحت رئاسة إدريس ديبي (1990-2021).
في فبراير 2001 شغل منصب وزير الدولة للمالية قبل أن يتم تعيينه في أبريل من نفس العام وزيرا للطاقة والبترول. في أغسطس 2001 خسر حقائبه لكنه بقي وزيرا حتى يونيو 2002.
تم انتخاب ألبرت باهيمي باداكي عضوا في الجمعية الوطنية في أبريل 2002 كعضو في التجمع الوطني من أجل الديمقراطية في تشاد - ريفيل . ليونيو 2002 في أغسطس 2005 ، وهي عضو في المجموعة الاقتصادية لدول وسط أفريقيا . ثم عيّن وزيراً للزراعة في الحكومة التشادية التي شُكلت في 7 أغسطس 2005.
وكان المرشح الرسمي للتجمع الوطني من أجل الديمقراطية في تشاد - لو ريفيل في الانتخابات الرئاسية لعام 2006 ، والتي احتل فيها المركز الثالث بنسبة 7.82٪ من الأصوات. ال29 مايو وبعد إعلان النتائج بفترة وجيزة هنا إدريس ديبي بفوزه. وظل وزيرا للزراعة حتى عين وزيرا للعدل في الحكومة التي تشكلت
في 4 مارس 2007. كما تم تعيينه وزيراً للبريد وتكنولوجيا المعلومات والاتصالات في الحكومة التي تم تشكيلها في 23 أبريل 2008. في انتخابات 2011 الرئاسية ، حصل على 6.03٪ من الأصوات ، مما جعله يحتل المركز الثاني خلف إدريس ديبي.
في 13 فبراير 2016 بعد استقال كلزيوبات بهيمي ديوبيت رئيسًا للوزراء وتولى منصبه في اليوم التالي  ألبرت باهيمي باداكي في 8 أغسطس 2016 
بعد إقرار دستور جديد يعزز السلطات الرئاسية ويلغي منصب رئيس الوزراء ، قدم استقالته إلى رئيس الدولة بتاريخ 3 مايو 2018
ترشح ألبرت باهيمي باداكي للانتخابات الرئاسية لعام 2021  .
بعد وفاة إدريس ديبي إيتنو ، أعاد المجلس العسكري الانتقالي تعيينه رئيساً للوزراء في حكومة انتقالية وشكل حكومته في 2 مايو 2021 